# Polvo gasificante

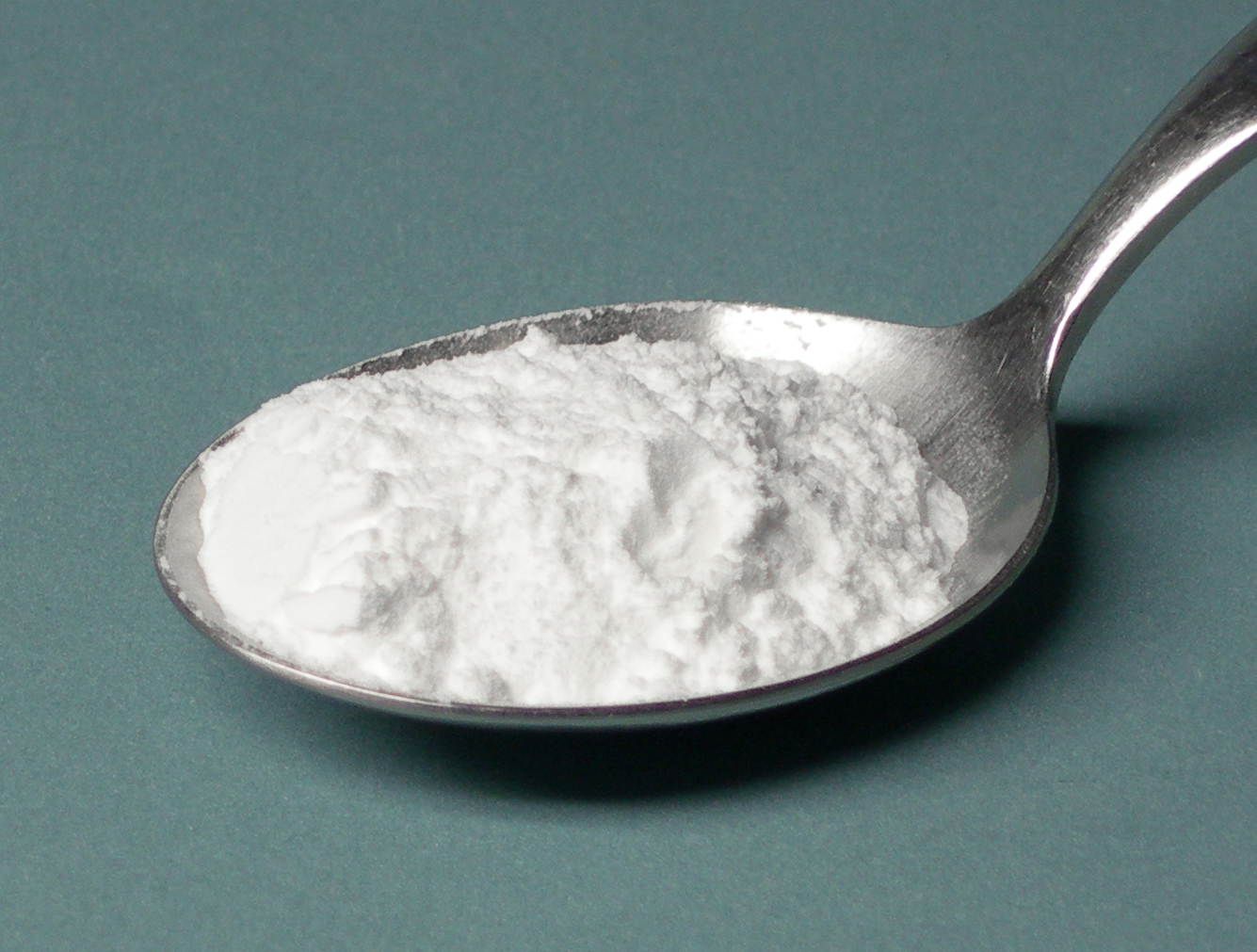
Cucharadita de polvo gasificante, también conocido como levadura química, que suele ser la cantidad para un vaso (120 gramos) de harina

El polvo gasificante, polvo de hornear (baking powder en inglés), o impulsor, también conocido erróneamente como levadura química, es un agente químico que permite dar esponjosidad a una masa debido a una reacción química que libera dióxido de carbono, de forma relativamente similar a las levaduras en los procesos de fermentación alcohólica. No debe confudirse con la levadura (que son hongos microscópicos con la acción de levar o fermentar). Se emplea con frecuencia en repostería, por ejemplo para bizcochos. Se distingue de la levadura de panadería en que su efecto es mucho más rápido y no hace falta esperar a que las masas leven. Por lo general su contenido suele ser bicarbonato de sodio y bitartrato de potasio como agentes químicos leudantes.

## Terminología

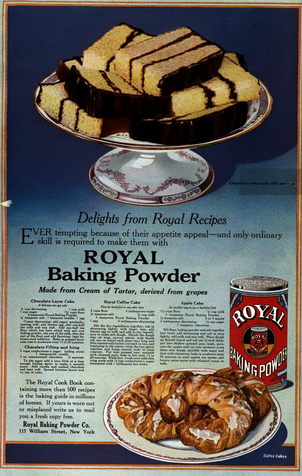
Anuncio de 1919 del gasificante Royal

Estos productos se venden a menudo con el nombre «levadura química», expresión también utilizada frecuentemente en francés (levure chimique) pero nunca en inglés que usa el término «polvo de hornear» (baking powder). Esta primera denominación es incorrecta ya que el término «levadura» se reserva a los hongos unicelulares que levan, de forma que «si es levadura, no puede ser química y si es química no es levadura». En algunos países es conocida como royal o róyal como consecuencia de la popularización de la marca inglesa "Royal baking powder" («Real polvo de hornear») que pertenece a la multinacional Mondelēz desde 2017.

## Historia
Ya en el siglo XVIII se empezaron a buscar nuevas formas de leudar el pan; de esta forma la cocinera Amelia Simmons en el año 1796 en su libro denominado "American cookery" describe ya recetas que emplean carbonato de potasio (potasa) que al ser alcalino y reaccionar con los componentes ácidos de la masa produce dióxido de carbono, un fenómeno similar al observado con las levaduras, haciendo de precursor del gasificante que posteriormente llegaría entre el periodo que va desde 1830 y 1850. 
La operación con este tipo de polvos gasificantes hizo que muchos de sus promotores acabaran promoviendo una empresa. Uno de los primeros inventores fue el químico inglés Alfred Bird que creó una empresa denominada Bird and Sons Ltd., de la misma forma el farmacólogo alemán August Oetker empezó a vender estas mezclas (en alemán: "Backpulver") a las amas de casa alemanas en 1891, llegando a patentar la fórmula en 1903. Eben Norton Horsford, un estudiante de Justus von Liebig desarrolló una fórmula especial a la que dio el nombre en honor del Conde de Rumford: "Horsford's Yeast Powder". Se dedicó a investigar la forma de los recipientes y pudo comprobar que las latas de metal eran las más adecuadas para mantener la mezcla fuera de la humedad ambiental. En 1869 se puede decir que ya se comercializaba gasificante tal y como la conocemos en la actualidad
en el año 1889 los químicos William M. Wright (1851-1931) y George Campbell Rew (1869-1924) desarrollan el polvo gasificante de "doble acción" que empiezan su acción en la masa y repiten en el horno, comercializaron su patente bajo la denominación: "Calumet Baking Powder".

## Usos
Por regla general se suele emplear una cantidad de una cucharadita (5 ml) para hacer crecer un volumen de harina de una copa (200-250ml), si se pasa en la cantidad el exceso hace que se formen burbujas y salgan a la superficie, en algunos casos ese efecto es deseable. Si los ingredientes empleados en la masa son ya ácidos conviene rebajar un poco la cantidad para no agregar demasiados elementos ácidos. En estos casos algunos libros de cocina mencionan que si los elementos ácidos son muy abundantes se piense en emplear bicarbonato sódico. 